# Jorge da Baviera
Jorge da Baviera, cognominado o Rico (em alemão:  Georg von Bayern, der Reich), (Burghausen, 15 de agosto de 1455 - Ingolstadt, 1 de dezembro de 1503), foi duque da Baviera-Landshut, tendo sido o último varão da sua linhagem. Era filho de Luís IX, o Rico e de Amália da Saxònia.

## Biografia
Jorge sucedeu ao pai, Luís IX, quando este morre, como duque da Baviera-Landhut, em 1479. Juntamente com o seu primo Alberto IV, duque da Baviera-Munique, Jorge tentou estender a influência dos Wittelsbach para a Áustria Anterior, mas em 1489 abandonou estes planos ultrapassando as divergências com Frederico III, Sacro Imperador Romano-Germânico.
Mais tarde, Jorge acabou por se tornar um importante aliado do imperador Maximiliano I apoiando as suas campanhas na Suábia, Suíça, Gueldres e Hungria.

## Casamento e descendência
Em 1475, Jorge casou-se com a princesa Edviges Jagelão (1457–1502), filha do rei Casimiro IV da Polónia. As celebrações foram de tal forma faustosas que as Bodas de Landshut tornaram-se num festival que perdurou até à atualidade. Deste casamento nasceram cinco filhos, três rapazes e duas meninas:
1. Luís (Ludwig) (1476–1496);
2. Ruperto (Ruprecht) (1477);

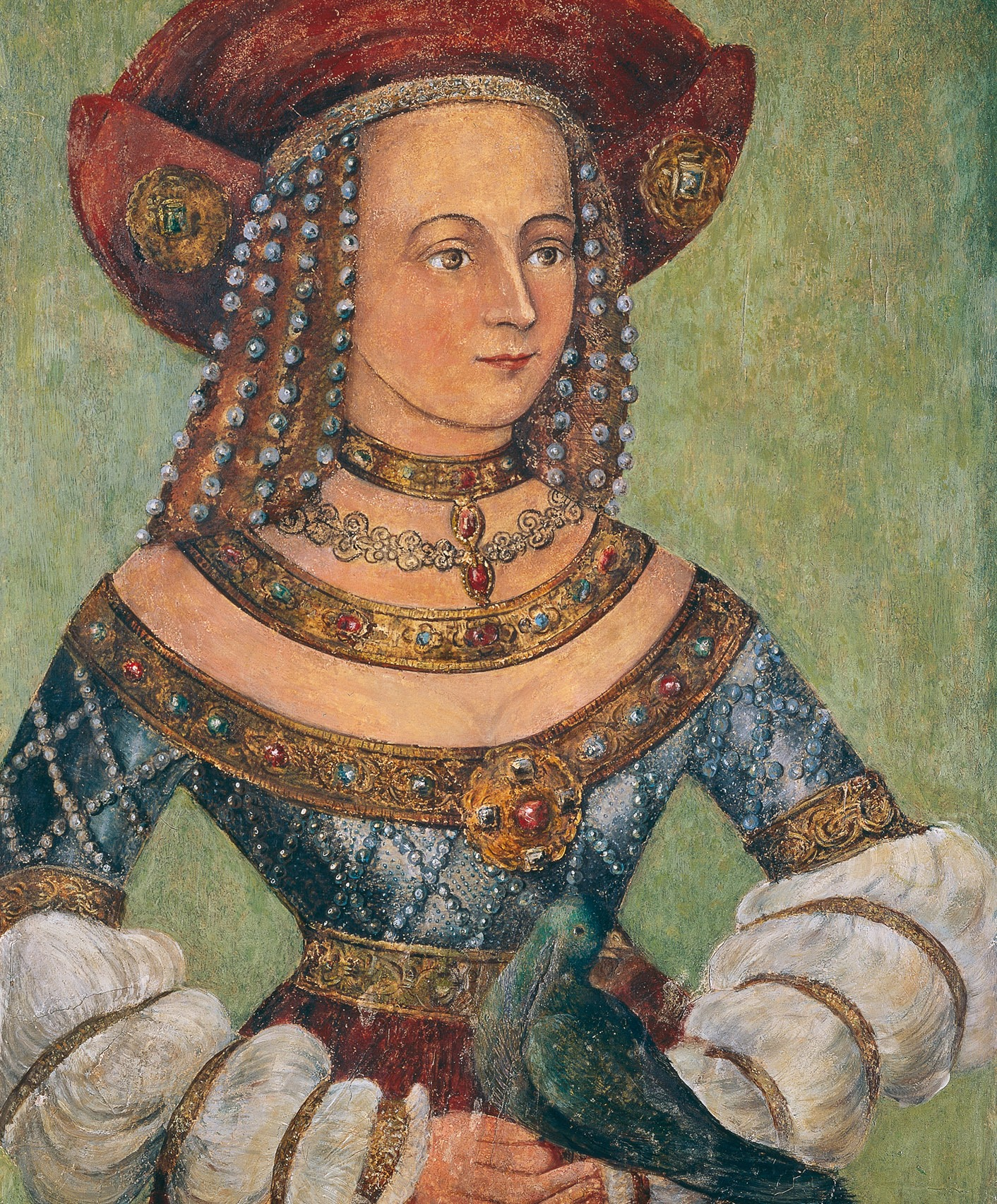
Edviges Jagelão

3. Isabel (Elisabeth) (1478–1504), que sucedeu ao pai como duquesa originando por isso uma guerra de sucessão; casou com Ruperto, Eleitor Palatino, com sucessão;
4. Margarida (Margarete) (1480–1531);
5. Wolfgang (*/† 1482).

## Sucessão
Nenhum dos filhos varões de Jorge lhe sobreviveu. Dadas as restrições da Lei Sálica aplicada nos estados alemães, o sucessor de Jorge seria o seu primo Alberto IV duque da Baviera-Munique, e cunhado do imperador Maximiliano I.
Contudo, Jorge tentou impôr a sua filha Isabel e marido, Ruperto do Palatinado como seus sucessores. Essa situação levou a uma guerra destrutiva, a  Guerra da Sucessão de Landshut, assim que Jorge morreu em 1503.
Após um breve governo de Isabel e do marido, estes também acabaram por morrer em 1504, ano em que Alberto IV , duque da Baviera-Munique, asseguirou a unificação da Baviera.
Apenas o novo ducado do Palatinado-Neuburgo passou para os filhos de Isabel e Ruperto, Otão Henrique, Eleitor Palatino (Ottheinrich) e Filipe. Os distritos mais meridionais da Baviera-Landshut (Kufstein, Kitzbühel e Rattenberg) passaram para o imperador Maximiliano I como compensação pela sua arbitragem na guerra, sendo integrados no Tirol.

## Ligações Externas
- Genealogia dos Wittelbach (euweb.cz)